# Dinty
Dinty è un film muto del 1920 diretto da John McDermott e Marshall Neilan, e interpretato da Wesley Barry.
Già alla fine degli anni Dieci Wesley Barry si era segnalato come uno dei più affidabili attore bambino di Hollywood. In un film precedente (Go and Get It, 1920), aveva interpretato una piccola parte di un ragazzino venditore di giornali di nome "Dinty". Marshall Neilan ne trasse ispirazione per creare una storia che avesse Barry come protagonista. Dopo Gordon Griffith, Marie Osborne e Tibor Lubinszky, Barry diventa così uno dei primi attori bambini cui siano affidati ruoli di protagonista in lungometraggi di successo. In Dinty (1920), assieme all'afroamericano Aaron Mitchell e al cinese-americano Walter Chung, crea il prototipo della baby gang multietnica che servirà da modello alla fortunata serie delle Simpatiche canaglie (1922-44) e a film come Little Annie Rooney (1925) con Mary Pickford.

## Trama
Dinty è un ragazzino di strada di origine irlandese che sopravvive a San Francisco vendendo giornali per aiutare la mamma vedova e malata. È a capo di un banda multietnica di ragazzini di quartiere che con lui organizzano un'edicola e un lavoro onesto, scontrandosi con i bulli del quartiere. Dinty si ritrova solo alla morte della madre. Ma lui e la sua banda aiutano la polizia a ritrovare una ragazza rapita e a sgominare una banda di trafficanti d'oppio a Chinatown. Dinty viene adottato dalla ricca famiglia della ragazza cui egli ha salvato la vita. 

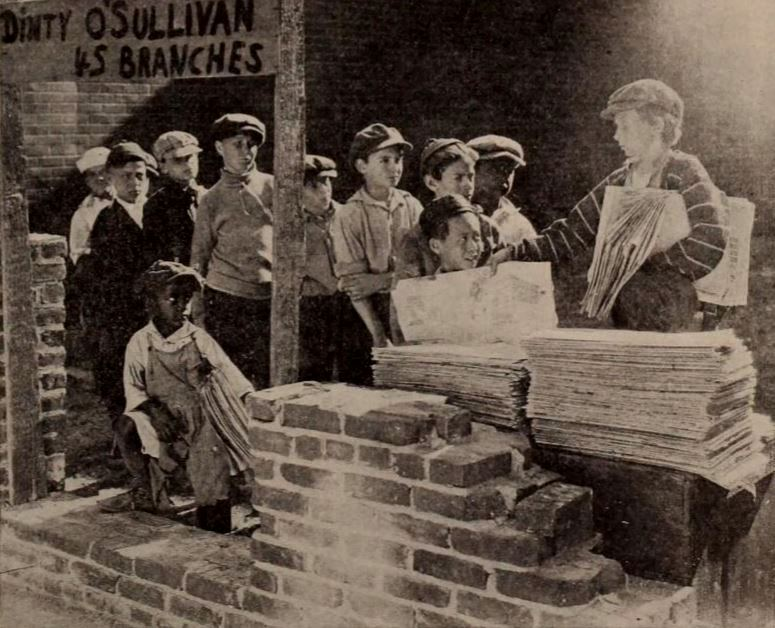
Dinty e la sua banda

## Produzione
Il film, girato a San Francisco, fu prodotto negli Stati Uniti da Marshall Neilan Productions.

## Distribuzione
Distribuito da Associated First National Pictures, uscì nelle sale cinematografiche statunitensi il 21 novembre 1920 e quindi anche internazionalmente. È stato restaurato e distribuito in DVD da Silent Hall of Fame Enterprises nel 2018.